# Garba Harre
Garba Harre o Garbaharre (in lingua somala Garbahaarey), è il capoluogo della regione di Ghedo, la seconda regione (o gobol) per grandezza e la sesta per popolazione, dell'intera Somalia. Il Presidente più longevo della Somalia, 
maggior generale Mohammed Siad Barre, per potere ottenere un posto nella polizia coloniale 
Italiana, dichiarò di essere nato e di provenire da questa città.
Garba Harre è circondata dalla catena montuosa di Gogol.

## Storia
Durante il Medioevo, Garba Harre e l'area circostante facevano parte del Sultanato degli Agiuran, che governava gran parte della Somalia meridionale e dell'Etiopia orientale, con un dominio che si estendeva da Hobyo a nord, a Qelafo a ovest, a Kismayo a sud.
All'inizio del periodo moderno, l'area di Garba Harre fu governata dal Sultanato di Gheledi, che venne poi incorporato nel protettorato italiano della Somalia nel 1910, dopo la morte dell'ultimo sultano Osman Ahmed.
Dopo l'indipendenza nel 1960, la città divenne la capitale della regione di Ghedo.
Per gran parte degli anni 1990, la città di Garba Harre è stata la sede delle milizie del Fronte Nazionale Somalo all'inizio della guerra civile somala; di fronte alle pressioni della popolazione locale, la milizia se ne andò.
All'inizio del 2001, Garba Harre è passata sotto il controllo del Governo nazionale di transizione: tutte le attività si sono spostate a Lugh e Beled Haawo, mentre Garba Harre ha assunto un nuovo ruolo nella regione. Le regioni limitrofe, come la NFD, hanno accolto con favore la nuova situazione, poiché il Ghedo viene considerato più sicuro anche per le regioni limitrofe in Kenya ed Etiopia.

## Popolazione
La popolazione della città è di circa 43.000 abitanti, molti dei quali appartengono al clan dei Marehan. Esiste un alto livello di migrazione da Garba Harre ai villaggi rurali, che la circondano, quando è in atto una calamità naturale o un conflitto che affligge la città. All'apice della guerra, dal 1991 al 1994, infatti, la popolazione si dovette disperdere ai 24 villaggi, circa, che circondavano la città. Garba Harre dista 130 km dal confine con il Kenya, ed è situata nel Distretto della Frontiera Settentrionale.
La popolazione di Garba Harre cresce più lentamente a confronto con gli altri insediamenti della Somalia per via della mancanza di attività agricole nella zona. Però, dalla scoppio della Guerra civile somala, nel 1991, la popolazione della città è raddoppiata. Molti dei residenti di Garba Harre possiedono una seconda casa a Beled Haawo dove molte famiglie prendono vantaggio della zona franca a ridosso del confine con il Kenya e portono molti dei loro bambini a studiare nella cittadina di Mandera in Kenya. Le attività commerciali sono molto più sviluppate a Beled Hawo che a Garba Harre, visto che camion pieni di beni
attraversono il confine con il Kenya proprio qui a Beled Hawo. La maggior parte dei prodotti agricoli arriva da Bardera e dal Distretto di Buurdhuubo, cioè dalle fattorie situate lungo il fiume Giuba.

## Politica
Questi sono stati i Governatori della Regione di Ghedo, a Garba Haarre, negli ultimi 30 anni:
1. Cumar Maxamed Guuleed
2. Maxamed Nuur Wardheere
3. Cali Faarax Xayoow
4. Maxamed Cali Xaashi
5. Jaalle Axmed Mahdi
6. Maxamed Cabdinuur (Iris) - anche Gudoomiye Iris
7. Cali Maxamed Aadan (Cali Xaashi)
8. Axmed Sharmaarke
9. Cumar Sh Maxamuud Sh Cabdullahi (Cumar Yare) 1994-1994
10. Xuseen Sh Cabdi Ismaaciil (Fareey) 2004-2007
11. Aadam Ibraahim Aw Xirsi 2007-2008
12. Xuseen Sh Cabdi Ismaaciil (Fareey) 2008-current

Durante la maggior parte degli anni 1990, agli albori della guerra civile, Garba Harre era un seggio dei militanti del partito del Somali National Front, nel 2001 la città entrò poi sotto il controllo del Transitional National Governament.
Il più importante e acclamato di questi Governatori è stato Mohamed Abdinur Iris, il quale ha ampliato l'unico ospedale presente in città è ha migliorato il sistema stradale locale. Le regioni somale sono poi diventate sempre più scollegate fra di loro sin da quando l'ultimo governo centralizzato è stato rovesciato dalle forze armate dei diversi clan appartenenti alla Somalia. Adam Ibrahim Aw Hirsi (Aw Xirsi) divenne nuovo governatore della regione
di Gedo, a Garba Harre, nel 2006, molto ci si aspettava da lui e poco invece fu fatto. Per via di un gruppo Islamista locale, gli Al-Shabaab, che si oppose alla maniera occidentale di Aw Xirsi di amministrare la regione e trovò un modo per umiliare e frustrare quest'ultimo e forzarlo fuori dalla carica di amministratore regionale facendo subentrare, Hussein Ismail, il quale minacciò poi di fare rincominciare una nuova guerra civile nella regione di Gedo.
Nel maggio del 2008 Aw Xirsi si arrese definitivamente, e lasciò il posto di amministratore regionale completamente a Ismail. Più tardi, nel luglio dello stesso anno, Al-Shabaab, fece espellere lo stesso Ismail dalla carica di governatore regionale. HIRDA, SEHO e la Markabley Foundation sono alcune delle organizzazioni senza scopo di lucro che finanziano alcune scuole e ospedali nella regione. Il governatore Gudoomiye Iris fece ampliare la strada tra Garbahaarreey e Buurdhuubo. Durante la maggior parte degli anni 1980, intraprese la costruzione di molti altri lavori e progetti, che però non furono portati a termine a causa dell'inizio della guerra civile nel 1991.